# Albatros B.I
L'Albatros B.I, designazione aziendale L 1, era un biplano da ricognizione biposto sviluppato dall'allora azienda tedesco imperiale Albatros Flugzeugwerke GmbH e prodotto, oltre che dalla stessa, su licenza da alcune altre aziende aeronautiche negli anni dieci del XX secolo.
Utilizzato principalmente dalla Luftstreitkräfte, la componente aerea del Deutsches Heer (l'esercito imperiale tedesco) e dalla k.u.k. Luftfahrtruppen (forza aerea dell'Impero austro-ungarico), il B.I venne prodotto in un numero limitato di esemplari, ma il suo progetto servì come base per le successive serie Typ B e C prodotte dall'Albatros.

## Storia del progetto
Nel 1913 il Chefkonstrukteur (equivalente al capo progettista) Grohmann disegnò il DD-1 (Doppeldecker 1 - Biplano 1) come primo progetto dell'azienda tedesco imperiale. Il modello, che assunse all'interno dell'azienda la designazione L 1, era un biplano biposto realizzato in legno e tela e destinato alla ricognizione aerea.
Con l'inizio della prima guerra mondiale l'Idflieg introdusse un nuovo sistema di designazione basato su classi di velivoli identificati dal nome dell'azienda che li sviluppava, seguito da lettere dell'alfabeto abbinate a numeri romani che in successione indicavano nuovi sviluppi e modelli. L' "L 1" venne per questo ridesignato Albatros B.I, primo esemplare che rispondeva alle specifiche B Typ riservate ai ricognitori biposto non armati.
Vista la richiesta sempre maggiore di velivoli da impiegare nel conflitto, l'Idflieg richiese che il modello potesse essere prodotto su licenza da altre aziende aeronautiche sia in territorio nazionale che nell'Impero austro-ungarico.

## Tecnica
L'Albatros B.I introduceva l'aspetto, divenuto per l'epoca convenzionale, che la tecnologia del tempo abbinata alla necessità di velocità, costi di produzione e rispetto delle specifiche Idflieg, consentivano alle aziende pioniere dell'aviazione militare: monomotore biposto con fusoliera realizzata interamente in legno, velatura biplana e carrello fisso.
La fusoliera, una semi-monoscocca realizzata con struttura in legno con rivestimento multistrato, era caratterizzata da due abitacoli aperti in tandem, l'anteriore destinato all'osservatore ed il posteriore al pilota. Posteriormente terminava in un impennaggio classico monoderiva caratterizzato da una pinna dorsale triangolare raccordata al timone e piani orizzontali controventati da una coppia di montanti obliqui per lato, in una foggia "a freccia" che caratterizzerà anche i successivi modelli dell'azienda.
La configurazione alare era biplana con ala superiore dall'apertura leggermente superiore dell'inferiore, entrambe caratterizzate da un sensibile angolo di diedro positivo. Nei modelli iniziali erano collegate tra loro da una tripla coppia di montanti per lato adottando successivamente una configurazione a doppia coppia di montanti, sempre integrati da tiranti in cavetto in acciaio.
Il carrello d'atterraggio era fisso, molto semplice, montato su una struttura tubolare al di sotto della fusoliera, dotato di ruote di grande diametro collegate da un asse rigido ed integrato posteriormente con un pattino d'appoggio ammortizzato.
La propulsione era affidata ad un motore Mercedes D.I, un 6 cilindri in linea raffreddato a liquido capace di erogare una potenza pari a 100 PS (73,5 kW), posizionato all'apice anteriore della fusoliera, racchiuso da un cofano metallico ed abbinato ad un'elica bipala in legno a passo fisso.
Come per tutti i modelli B-Typ non era previsto alcun armamento difensivo ma durante il conflitto alcuni esemplari vennero dotati di rastrelliere per bombe leggere e spezzoni.

## Impiego operativo
La necessità di avere un efficiente servizio di ricognizione portò all'utilizzo del modello fin dalle primissime fasi della prima guerra mondiale in missioni di ricognizione aerea e di osservazione in cooperazione con le unità di terra. Tuttavia il rapido sviluppo dell'arma aerea e l'introduzione da parte dell'aviazione avversaria di velivoli armati, come gli scout sviluppatisi nei più specializzati caccia, rese velocemente inadatti i ricognitori privi di qualsiasi armamento difensivo costringendo l'Idflieg ad introdurre una nuova classe di ricognitori armati, la C-Typ.
Gli Albatros B.I, assegnati ai reparti dalla Luftstreitkräfte nell'estate 1914 per essere impiegati sul fronte occidentale, vennero quindi ritirati dalla prima linea già nel 1915 ma rimasero comunque in servizio come aereo da addestramento fino al 1918. Vennero inoltre impiegati dalla k.u.k. Luftfahrtruppen, l'aviazione austro-ungarica che sul fronte italiano nel giugno 1915 ne dispone di 5 esemplari nella Flik 8, e dal governo ottomano. Questi ultimi vennero impiegati durante la guerra greco-turca, i sopravvissuti terminando la loro vita operativa acquisiti dalla nuova realtà nazionale, la Repubblica di Turchia.
Otto Jindra vi ottiene sette vittorie (tre delle quali con l'osservatore Godwin Brumowski) dal 13 giugno 1915 al 12 aprile 1916, l'osservatore Otto Jäger quattro (tre delle quali con Karl Urban) dal 5 maggio 1916 al successivo 7 giugno e l'osservatore Kurt Nachod due, il 31 maggio 1916 ed il successivo 3 luglio.

## Utilizzatori

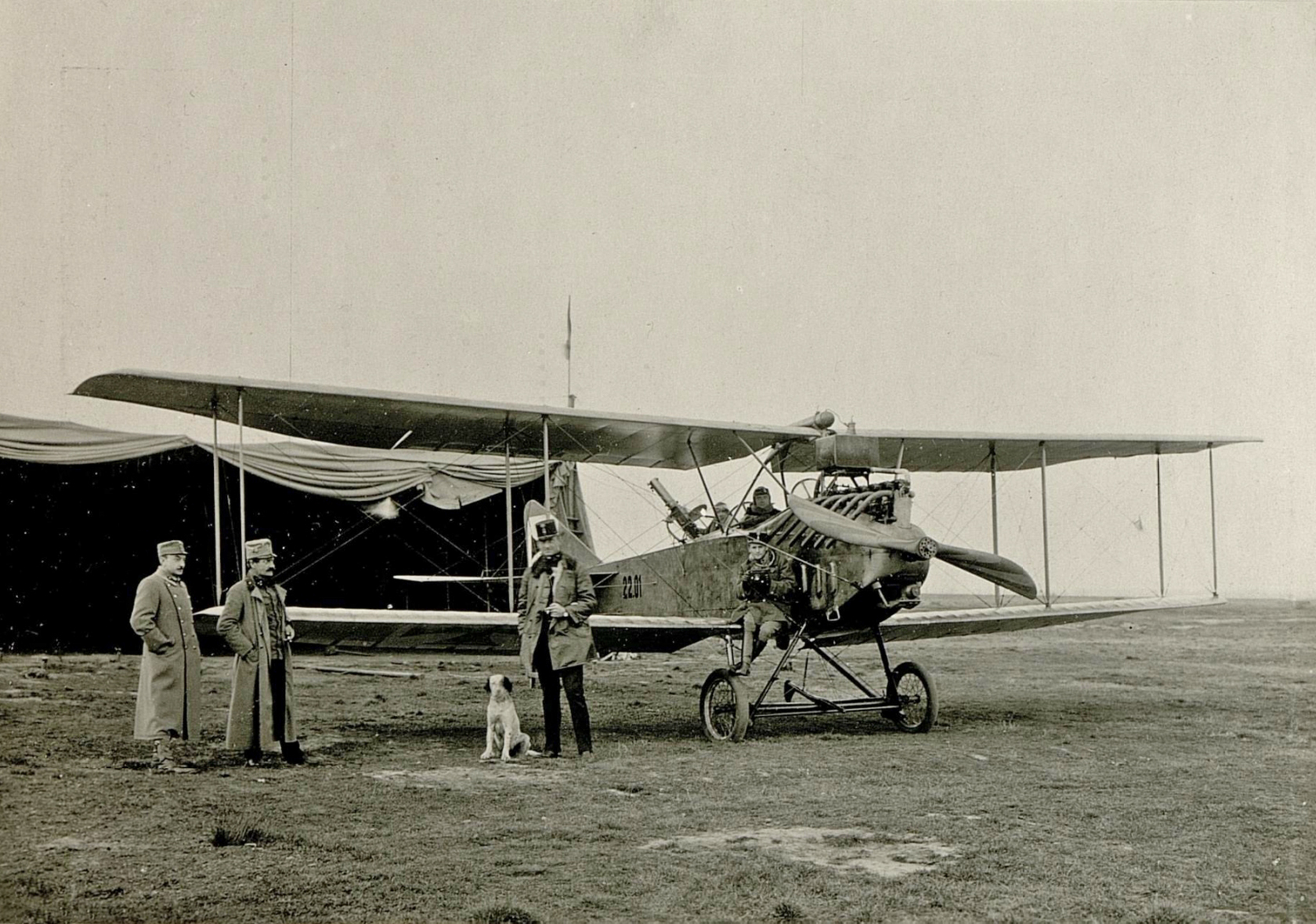
Albatros B.I, Flik 1, k.u.k. Luftfahrtruppen

Austria-Ungheria
- k.u.k. Luftfahrtruppen

 Germania
- Luftstreitkräfte
- Kaiserliche Marine

 Paesi Bassi
- Luchtvaartafdeling

 Polonia
- Siły Powietrzne

 Impero ottomano
- Osmanlı tayyare bölükleri

 Turchia
- Hava Kuvvetleri Müfettişliği

## Esemplari attualmente esistenti
Un Albatros B.I, il 20.01 realizzato in Germania e poi consegnato alla sua succursale austriaca (in seguito diventata Phönix Flugzeugwerke) è esposto al pubblico a Vienna, presso le strutture museali del Militärluftfahrtausstellung a Zeltweg, sezione aeronautica del Heeresgeschichtliches Museum, il principale museo militare austriaco, nella sezione dedicata al primo conflitto mondiale. Questo esemplare servì come modello di riferimento per la produzione austro-ungarica.
Un secondo B.I è esposto in Svezia nella collezione del Flygvapenmuseum a Linköping.

## Velivoli comparabili
Regno Unito
- Royal Aircraft Factory B.E.2